# 桑卢卡尔-德巴拉梅达
桑卢卡尔-德巴拉梅达（西班牙語：Sanlúcar de Barrameda，西班牙語發音：[sanˈlukaɾ ðe βaraˈmeða]，常简称为桑卢卡尔）是西班牙安达卢西亚自治区加的斯省的一个市镇。总面积约172平方公里，总人口67640人（2017年），人口密度400人/平方公里。桑卢卡尔在大航海时代是西班牙的重要港口，也是许多西班牙征服者的航行出发点。

## 位置
| 西北: 瓜达尔基维尔河 和 大西洋 | 北: 瓜达尔基维尔河、多尼亞納國家公園、阿尔蒙特 和 阿斯纳尔卡萨尔 | 东北: 特雷武赫纳          |
| 西: 大西洋                     |                                                                  | 东: 赫雷斯-德拉弗龙特拉   |
| 西南: 奇皮奥纳                 | 南: 圣玛丽亚港 和 罗塔                                           | 东南: 赫雷斯-德拉弗龙特拉 |

## 历史
1264年，卡斯蒂利亚国王阿方索十世的军队从摩尔人手中夺回桑卢卡尔。它在15至16世纪成为了连接大西洋与地中海海岸的重要贸易港口之一。
在发现新世界后，桑卢卡尔成为了航海家停放整装船舶的重要港口，并成为许多西班牙征服者的出发点。1498年5月30日，克里斯托弗·哥伦布从桑卢卡尔出发，开始了他的第三次航行。
斐迪南·麥哲倫于1519年8月10日，在他的指挥下拥有一支由五艘船组成的舰队离开塞维利亚，沿着瓜达尔基维尔河的方向前往桑卢卡尔，并在这里待了五个多星期。1522年8月，由胡安·塞巴斯蒂安·埃尔卡诺指挥的麦哲伦探险队最后一艘幸存船只，在桑卢卡尔短暂停靠后最终返回塞维利亚。
1755年，桑卢卡尔受到了里斯本大地震和海啸的打击。

## 人口

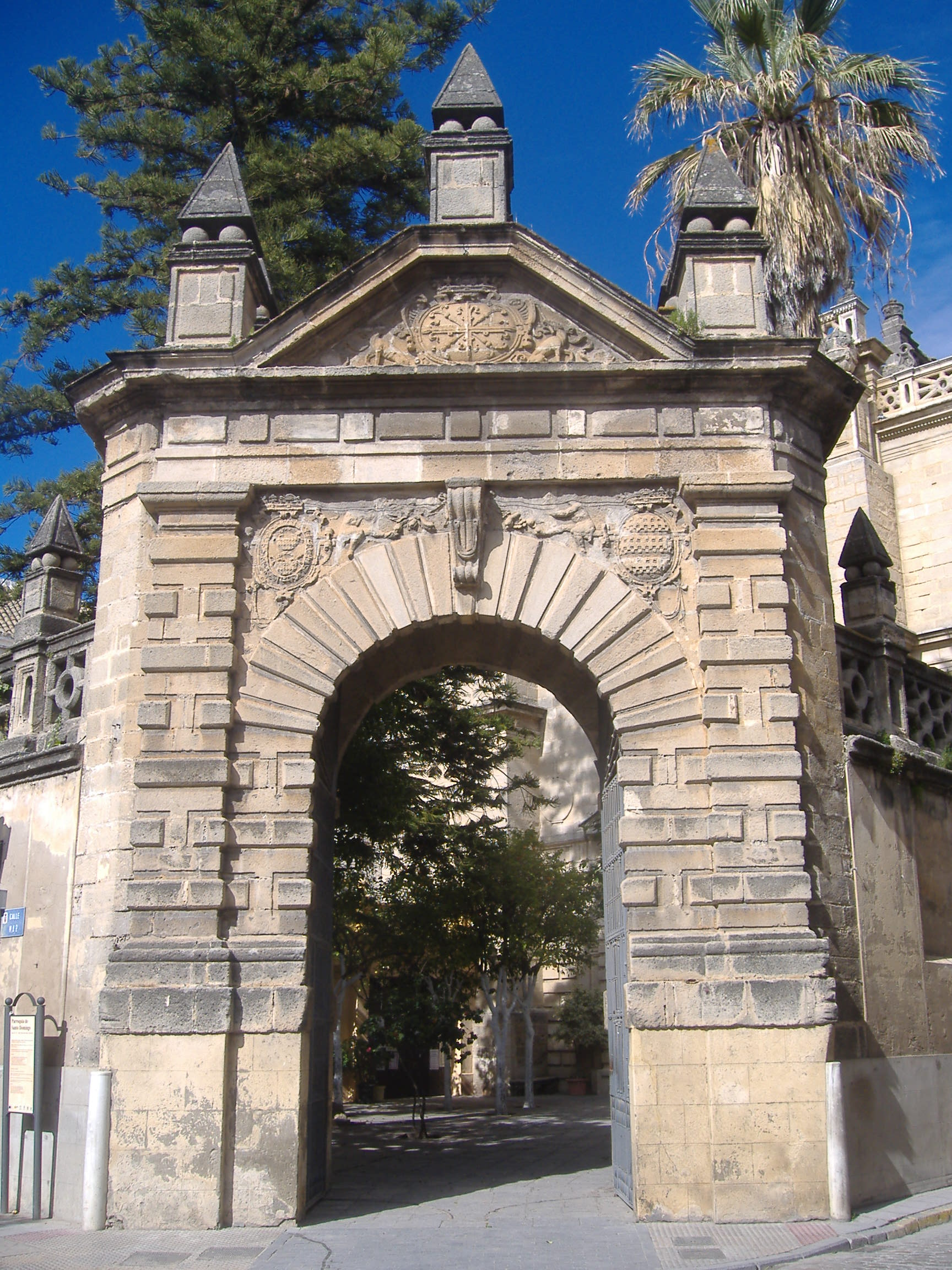
圣多明哥教堂

| 桑卢卡尔-德巴拉梅达历史人口变化 |
|                                 |
| 来源：INE                       |

## 图集

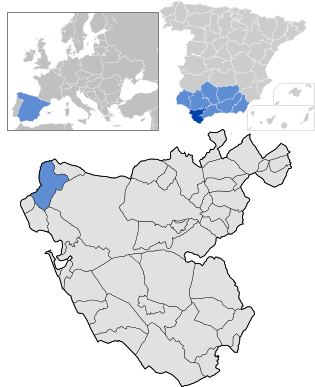
位置
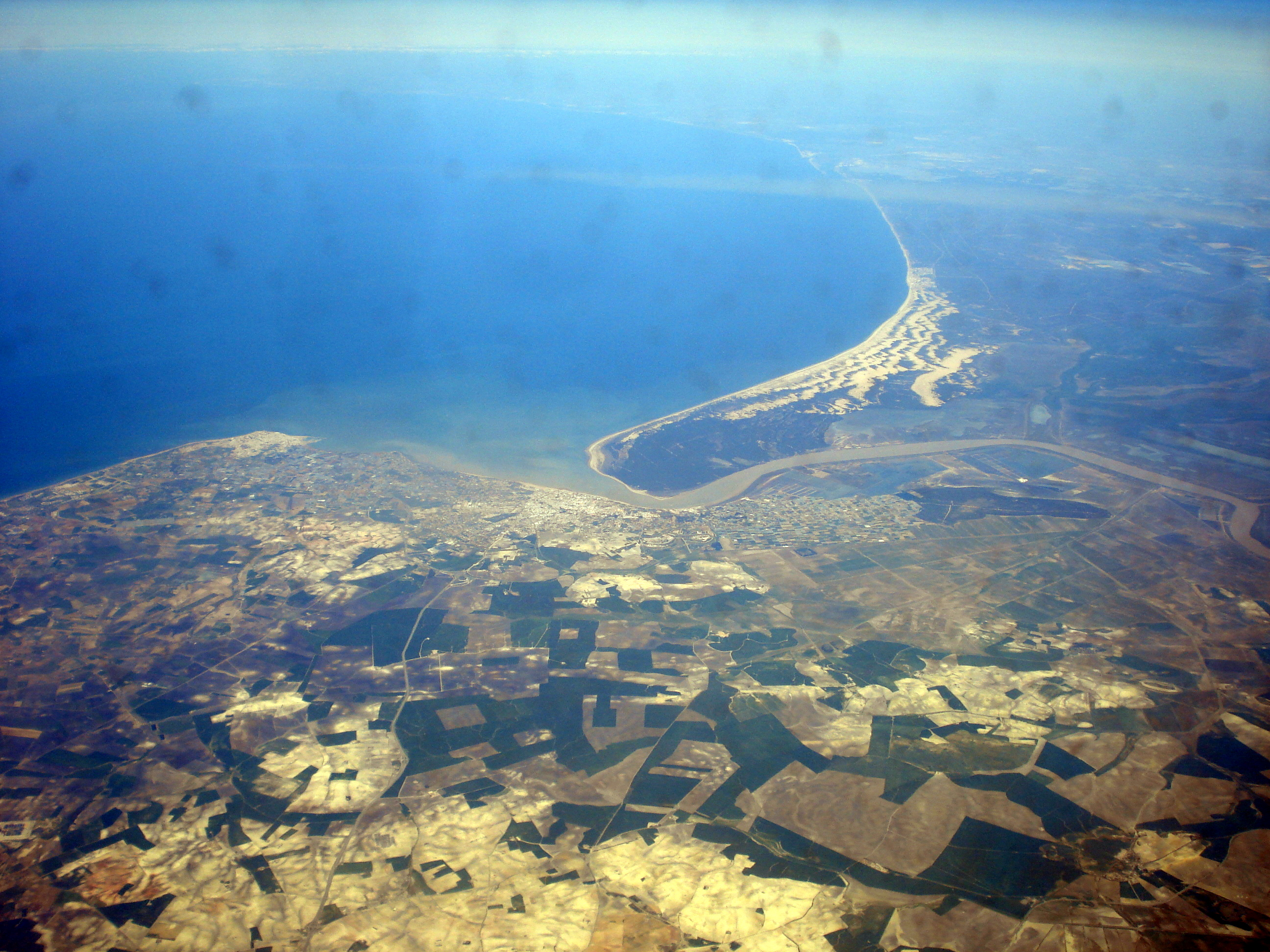
航拍
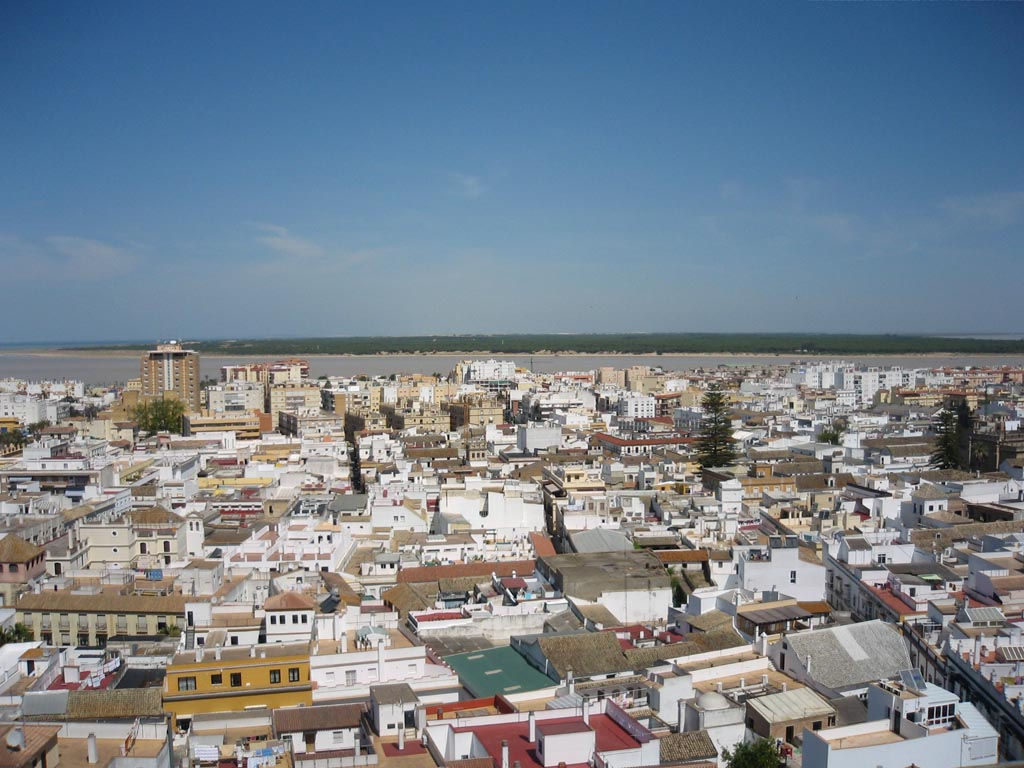
Barrio Bajo
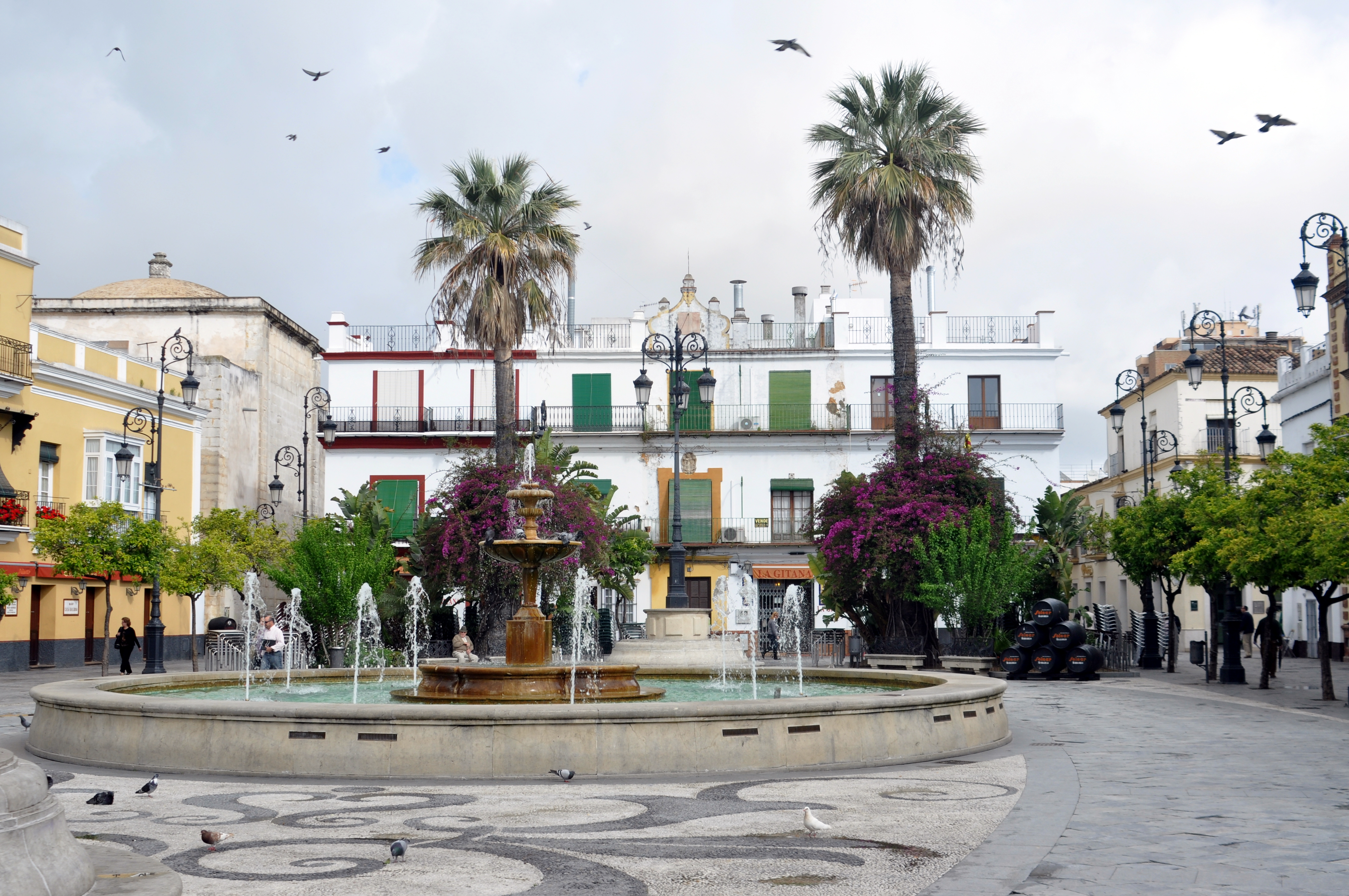
Cabildo广场
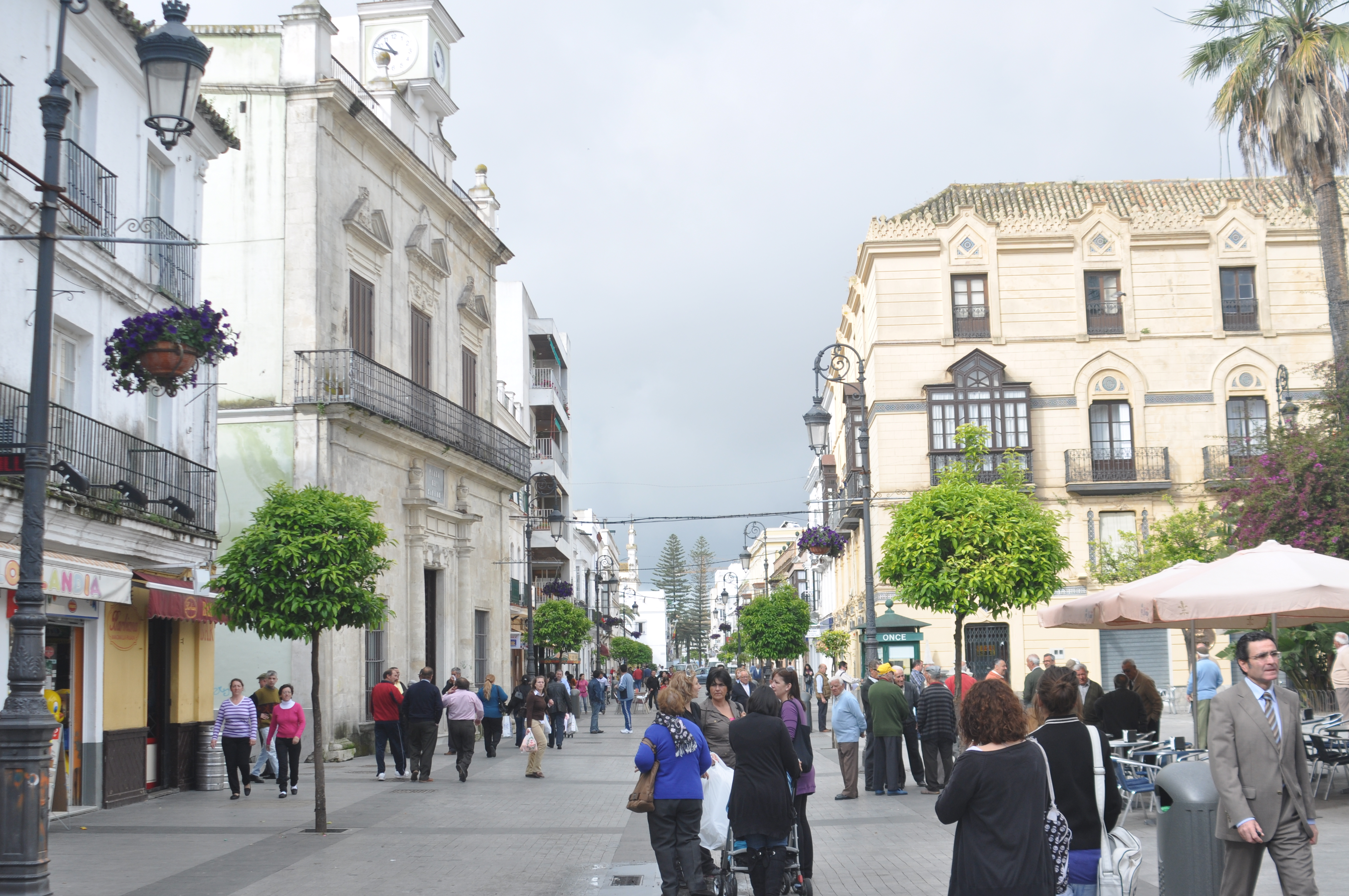
街道
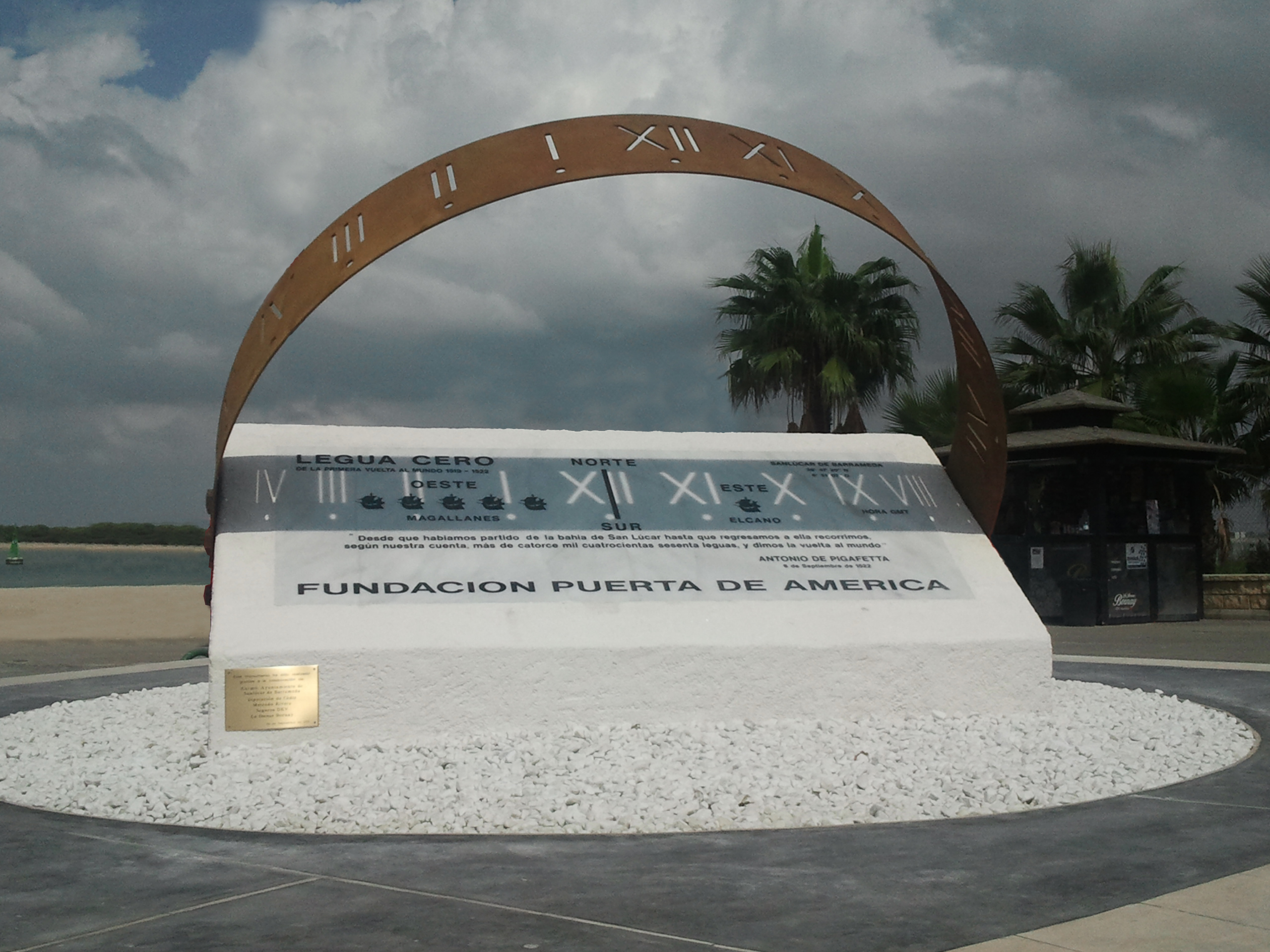
纪念碑（人类航海家第一次环游世界）
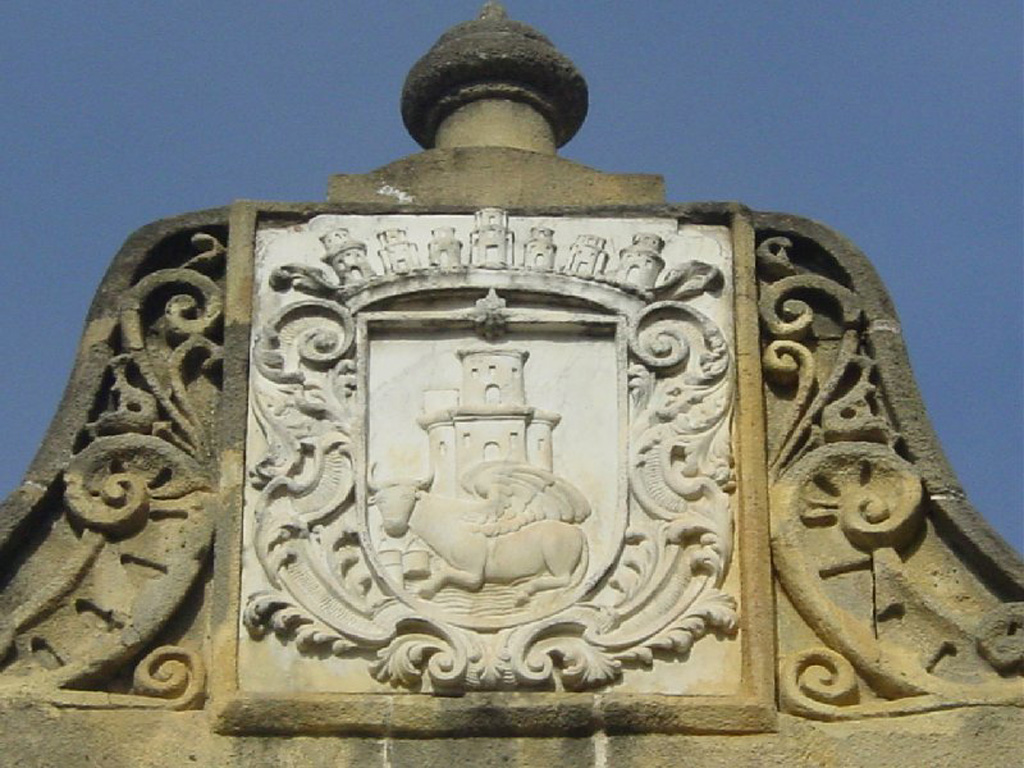
广场上的盾徽
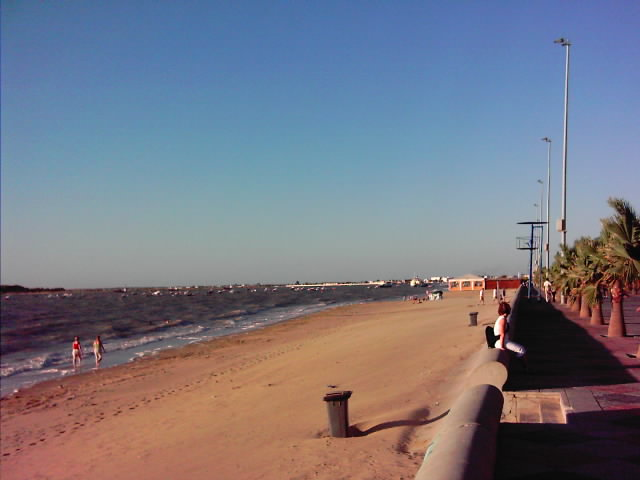
海滩
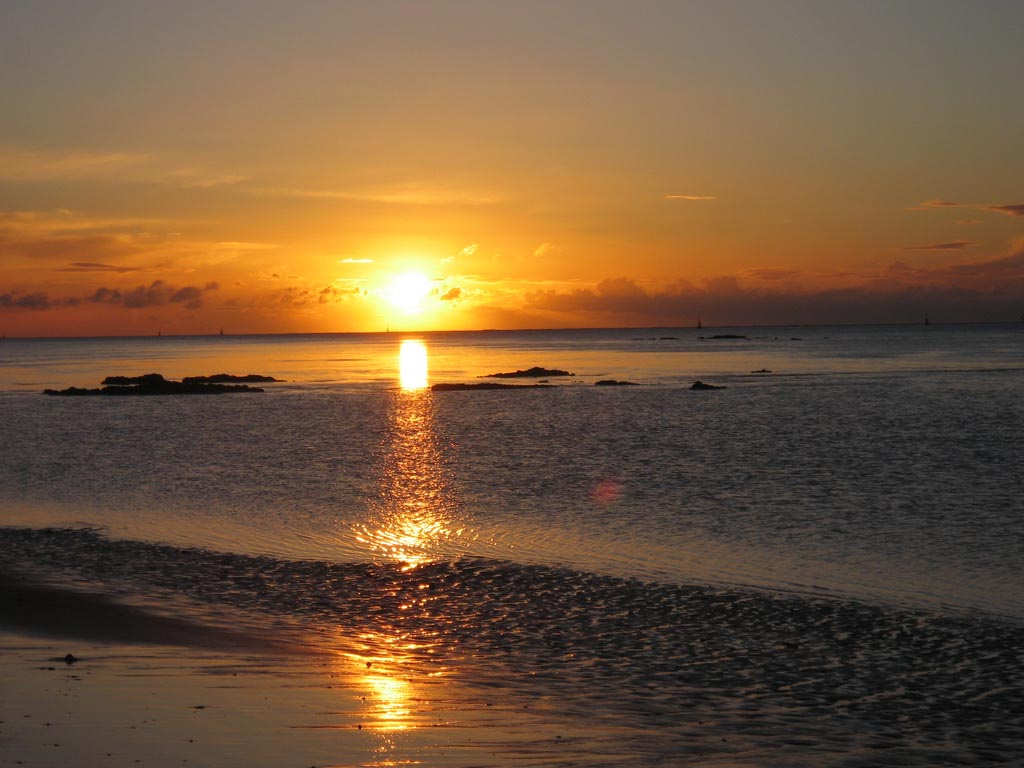
海景
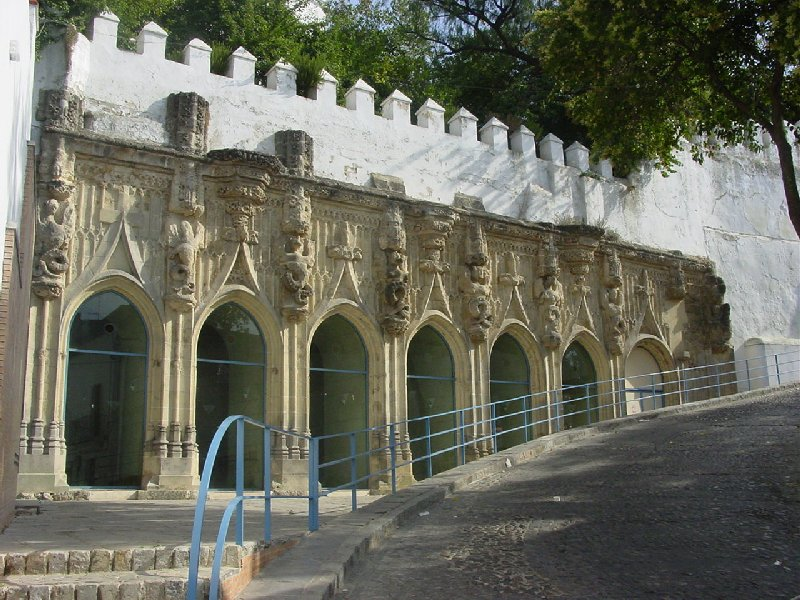
Covachas
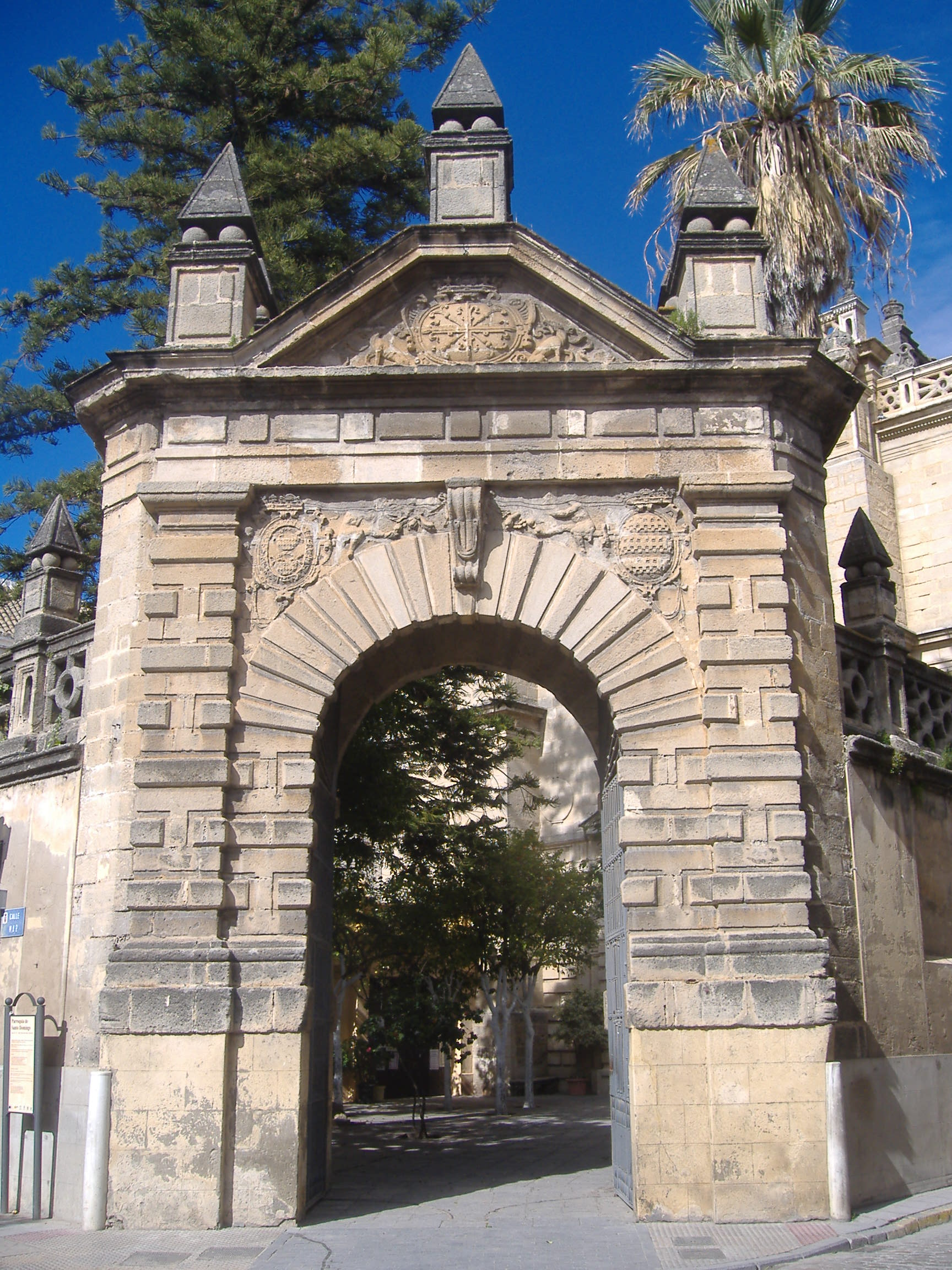
圣多明哥教堂
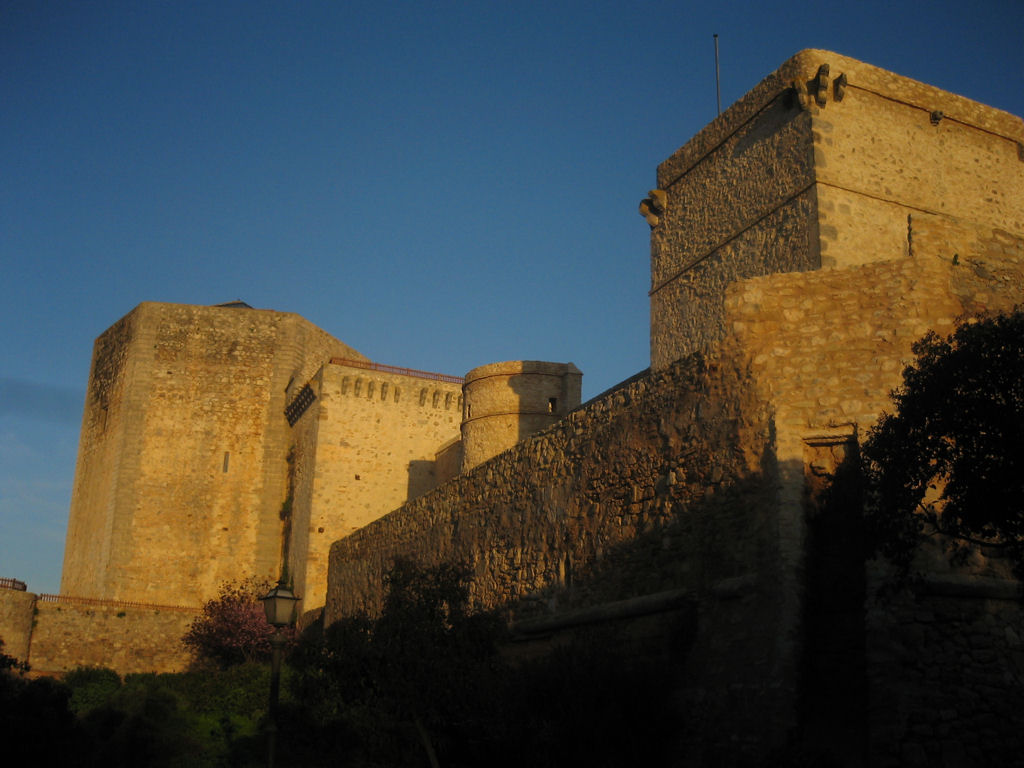
圣地亚哥城堡
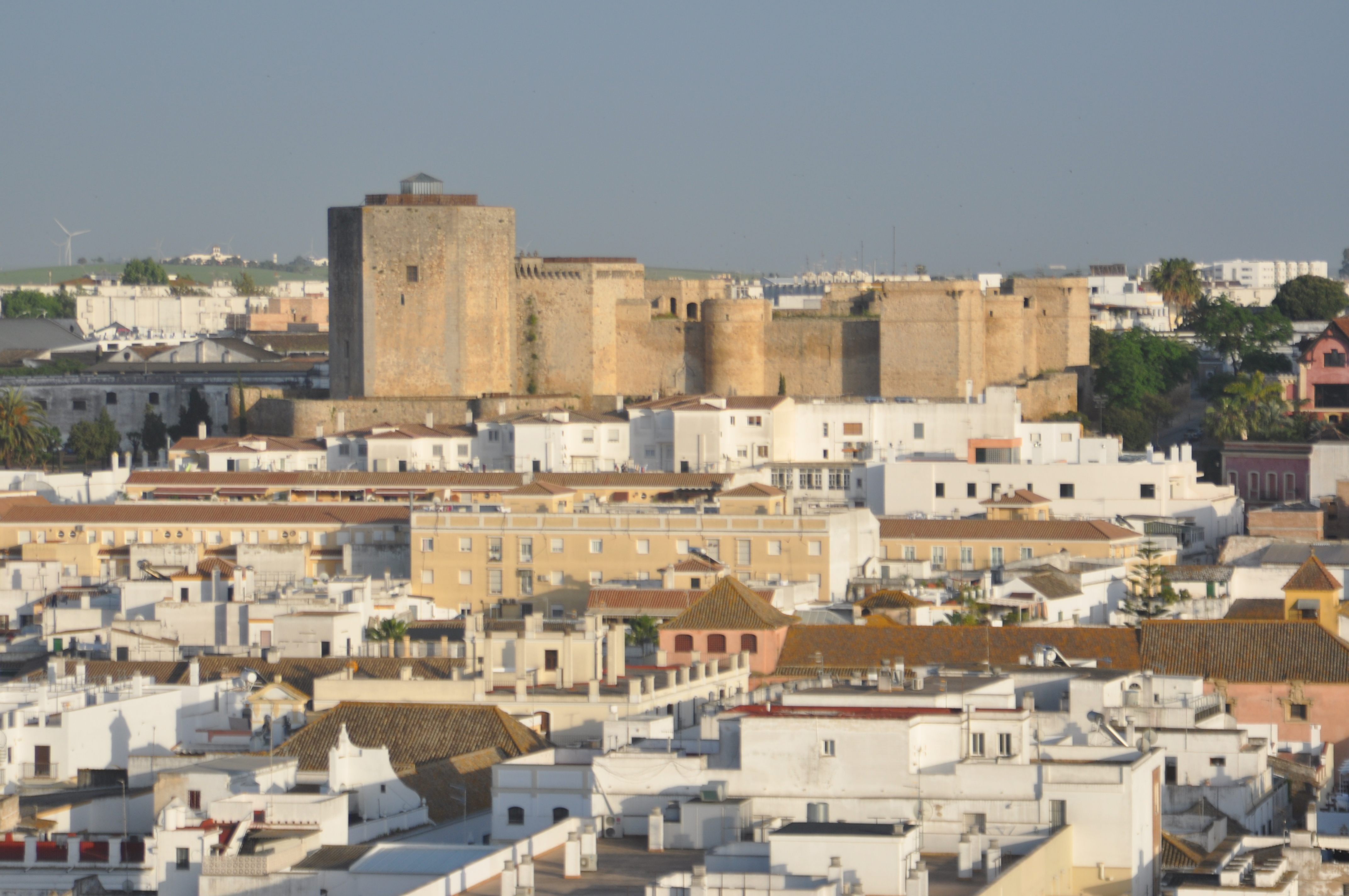
圣地亚哥城堡远景
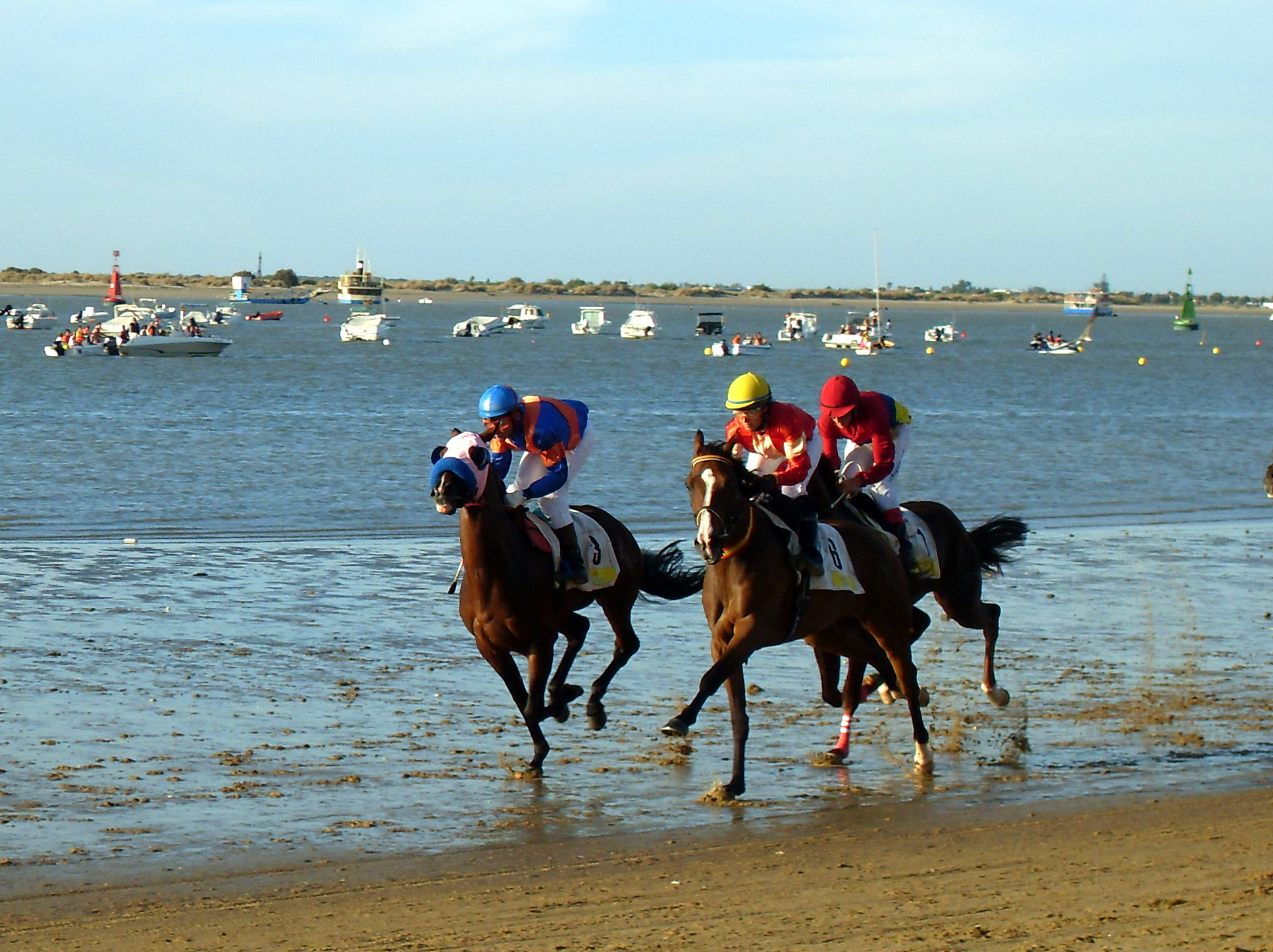
海边赛马
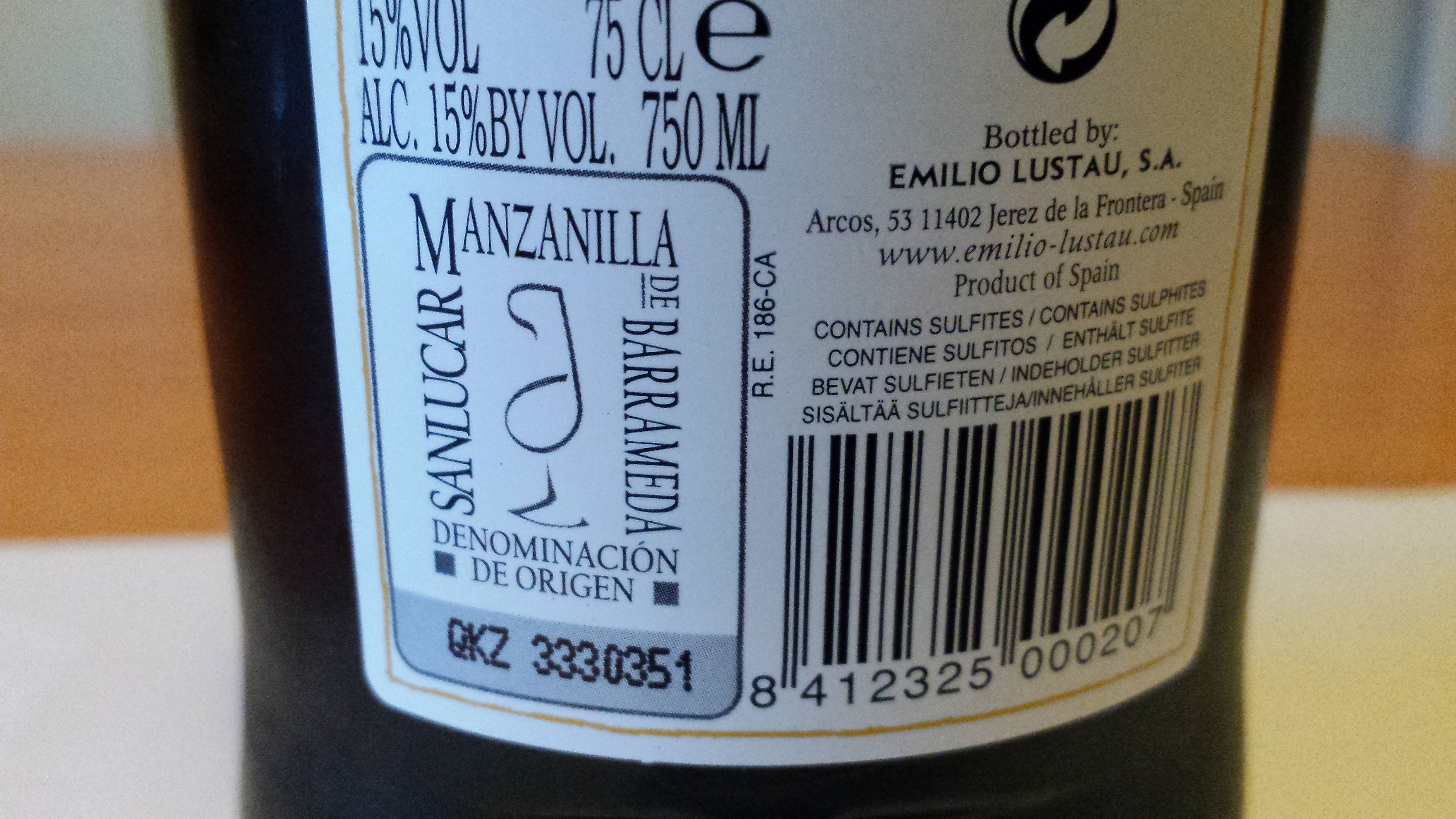
当地葡萄酒

## 著名人物
- 諾利托：西班牙职业足球运动员。[10]